# بطرس بسكوال
بطرس بسكوال (1227 – 1299) هو لاهوتي وقديس أسباني. من آثاره «في الفرقة المحمدية» (باللاتينية: Sobre el seta mahometana) و «ضد الجبرية المسلمين» (باللاتينية: Contra los fatalistas mahometanos).